# Estádio Américo Barreto
O Estádio Américo Barreto localiza-se no município de Castro Alves (Bahia) e possui capacidade para 4.000 espectadores. O Castro Alves manda seus jogos neste estádio.

O estádio foi reformado quando Reynaldo f prefeito da cidade. Recebe campeonatos como Copa Sul-Bahia, sub-15, Intermunicipal e outros.